# Bassaricyon neblina
Bassaricyon neblina, spansk olinguito, hvilket betyder "lille olingo", er et pattedyr af slægten Bassaricyon i familien Procyonidae (halvbjørne-familien), som lever i Colombia og Ecuador. Opdagelsen af Bassaricyon neblina blev offentliggjort 15. august 2013.